# Kaongo
Kaongo est un village du département et la commune rurale de Sangha (ou Sanga), situé dans la province du Koulpélogo et la région du Centre-Est au Burkina Faso.

## Géographie

### Démographie
- En 2003, le département comptait 1 095 habitants estimés[2].
- En 2006, le département comptait 570 habitants recensés[1].

## Histoire
Kaongo est une appellation en langue Moba qui veut dire Corbo chez nous. »  je suis sinamba Abdoulaye et je suis Moba et je suis fière de l'être !!!